# Shell Shocked
Shell Shocked — песня, исполненная американскими рэперами Juicy J и Уизом Халифой и американским певцом Ty Dolla Sign, при участии исполнителя электронной музыки Kill The Noise и музыканта Брайана Тайлера, созданная для фильма «Черепашки-ниндзя» 2014 года. В исполнении песни также приняла участие Moxie Raia. Релиз состоялся 22 июля 2014 года.
После того, как Брайан Тайлер (действующий под псевдонимом Madsonik) написал музыку для фильма, его попросили придумать песню, которая будет играть в финальных титрах. Он пригласил Kill The Noise принять участие в написании трека, который последний отнёс к жанру хип-хоп. Затем они решили привлечь к работе некоторых из своих любимых рэперов — Juicy J, Лиза Халифу и Ty Dolla Sign, которые, будучи поклонниками Черепашек-ниндзя, согласились.

## Музыкальный видеоклип
Музыкальный видеоклип на песню вышел 29 июля 2014 года.

## Чарты
| Чарт (2014)                           | Высшая позиция |
| ------------------------------------- | -------------- |
| Австралия (ARIA)                      | 14             |
| США (Billboard Hot 100)               | 84             |
| США (Billboard Hot R&B/Hip-Hop Songs) | 26             |
| США (Billboard Hot Rap Songs)         | 17             |

## Сертификации
| Регион                                                                      | Сертификация | Продажи   |
| --------------------------------------------------------------------------- | ------------ | --------- |
| США (RIAA)                                                                  | Платиновый   | 1 000 000 |
| Данные о продажах + прослушиваниях приведены только на основе сертификации. |              |           |